# Harley Quinn
Pour les articles homonymes, voir Quinn.
Ne doit pas être confondu avec Harley Quinn Smith ou Harley Quinn (Agatha Christie).
Cet article concerne le personnage. Pour la série télévisée d'animation, voir Harley Quinn (série télévisée d'animation).
Harley Quinn, de son nom complet Harleen Quinzel est une anti-héroine et un personnage de fiction de l'éditeur DC Comics, créé par Paul Dini et Bruce Timm pour la série télévisée d'animation Batman, la série animée en 1992.
Arborant à ses débuts un costume d'arlequin de couleurs noir et rouge, le personnage vient de l'imaginaire de Paul Dini après avoir vu la prestation d'Arleen Sorkin dans un épisode du feuilleton Des jours et des vies. Au départ, le personnage ne devait être présent que dans un épisode de la série (en) mais, fort de son succès, revient par la suite. Inspiration du personnage, Sorkin est engagée pour lui prêter sa voix dans la série ainsi que dans le reste du DC Animated Universe.
Le personnage est également introduit dans les bandes dessinées Batman, avec sa première apparition dans The Batman Adventures en 1993. Paru la même année, le comics Mad Love dépeint ses origines et la présente comme une ancienne psychiatre de l'asile d'Arkham du nom du Dr Harleen Quinzel, devenue la complice et la petite amie du Joker sous le nom d'Harley Quinn. Cette histoire est adaptée dans un épisode de la série d'animation Batman de 1997.
Le personnage a fait équipe à plusieurs reprises avec d'autres méchants, notamment Catwoman et Poison Ivy, le trio étant connu sous le nom des « Gotham City Sirens ». Poison Ivy devient alors une amie proche et une alliée récurrente de Harley, et entame même une relation amoureuse avec elle dès DC Rebirth.
Harley Quinn est considérée comme l'un des personnages les plus populaires de l'univers de DC Comics. Le costume d'Harley Quinn s'est classé comme le déguisement le plus populaire aux États-Unis et au Royaume-Uni,.
Jim Lee, co-éditeur de DC Comics, cite Harley Quinn comme le quatrième pilier de leur ligne de publication, derrière Superman, Batman et Wonder Woman. Harley Quinn figure actuellement dans quatre séries distinctes : trois titres portant son nom et Suicide Squad. Seuls Batman et Superman ont un nombre comparable d'apparitions mensuelles, faisant d'elle le personnage féminin le plus important et le plus rentable de DC Comics.
En 2019, elle obtient sa propre série d'animation, simplement intitulée Harley Quinn (2019-), destinée à un public adulte avec Kaley Cuoco dans le rôle-titre. La même année, ses origines sont revisitées en une minisérie intitulée Harleen, scénarisée et dessinée par Stjepan Šejić.
Dans les adaptations en prise de vue réelle, le personnage a été incarné par l'actrice Mia Sara entre 2002 et 2003 dans la série télévisée Les Anges de la nuit. Par la suite, le personnage fait son retour dès 2016 dans le film Suicide Squad qui l'introduit dans l'univers cinématographique DC dans lequel elle est incarnée par Margot Robbie. Cette version du personnage rencontre un grand succès, ce qui lui permet d'être au centre du film Birds of Prey (et la fantabuleuse histoire de Harley Quinn) en 2020 et de réapparaitre dans le film The Suicide Squad en 2021. La chanteuse et actrice Lady Gaga est annoncée dans le rôle pour les besoins du film Joker : Folie à deux, dont la sortie est prévue pour 2024.

## Première apparition:Batman, la série animée (1992)

### Relation avec le Joker
Jeune diplômée en psychiatrie, Harleen Quinzel travaille à l'Asile d'Arkham. Étudiante modèle, en plus d'avoir obtenu de bonnes notes à l'université, elle est également une gymnaste de talent, gagnant une bourse de l'Université de Gotham City.
Lors de ses recherches sur les fous à Arkham, elle devient fascinée par un détenu en particulier, le Joker. Désireuse de l’analyser, elle plaide pendant trois mois auprès des médecins d’Arkham pour pouvoir le soigner. Après avoir gagné sa sympathie au cours de leurs sessions, il la séduit, la faisant tomber follement amoureuse de lui. Après l'avoir aidé à s'échapper de l'asile plus d'une fois, Harleen est soupçonnée par les autorités, qui révoquent son autorisation d'exercer et l'internent dans l'hôpital psychiatrique où elle exerçait. Une bonne partie de celui-ci est détruite par un tremblement de terre qui secoue Gotham City ; Harleen Quinzel en profite pour s'échapper en enfilant un costume d'arlequin (d'où le jeu de mots que constitue son nom) et elle part aider son nouveau mentor dans l'accomplissement de son destin. De son vrai nom, Harleen Quinzel tire son alias, Harley Quinn.
Sa relation amoureuse avec le Joker est marquée par l'excès. Maltraitée psychologiquement et physiquement par celui qu'elle appelle son « biquet », son « canard » ou son « poussin » selon le cas, elle revient néanmoins toujours vers lui. Cette relation est jalonnée de périodes de séparation à cause d'internements dans les murs d'Arkham ou bien de conflits qui secouent périodiquement le couple. La relation devient l'une des histoires d'amour les plus complexes et tordues du Batverse. Le Joker est abusif et manipulateur envers Harley, il ne l'utilise que pour des rapports sexuels intenses. Elle est la seule personne qui a réussi à devenir intime sur une aussi longue période avec le Joker, qui, à son tour, affiche des moments occasionnels de confusion et de gêne qui ont pour résultat des tentatives de la tuer.

### Gotham City Sirens
Un jour, quand le Joker se rend compte qu'il a des sentiments d'amour très profondément cachés, il envoie Harley dans une fusée. Elle s'écrase à Robinson Park, dans le centre de Gotham, et est retrouvée par Poison Ivy. Quand Harley reprend conscience, Ivy prévoit initialement de la tuer. La perspective de sa propre mort échoue totalement pour déplacer Harley, et Ivy est curieuse de savoir pourquoi. Elle convainc Harley de raconter son histoire et ressent bientôt un lien amical avec elle. Ivy propose à Harley de se venger de Batman et du Joker. Elle l'emmène dans un dépotoir toxique et la soigne ; elle lui injecte notamment un sérum, développé par ses soins, qui permet à Harley d'être immunisée contre diverses toxines et le toucher empoisonné de Ivy, tout en améliorant considérablement sa force et sa vitesse. Ivy a l'intention de donner à sa nouvelle amie un avantage sur Batman et le Joker. Harley et Ivy s'associent et mènent avec succès un certain nombre de mauvais coups. Harley au sang chaud, cependant, est plus en colère contre le Joker que contre Batman, et travaille même au départ avec le Dark Knight pour l'aider à faire tomber le Prince du Crime.
Harley fait parfois équipe avec Poison Ivy. Quand s'y joint Catwoman, le duo devient un trio surnommé les Gotham City Sirens. Les trois acceptent alors de former une équipe, à une condition : Harley et Ivy exigent que Catwoman leur révèle la véritable identité du Batman original. Cependant, un nouveau méchant, nommé Boneblaster, qui tente d'abattre Selina Kyle s'introduit soudainement dans l'appartement et toutes les trois doivent quitter les lieux après l'avoir vaincu. Plus tard, après une rencontre fortuite avec celui qu'elle pensait être Bruce Wayne (mais qui était en fait Hush déguisé), le Joker tente de tuer Harley, apparemment par jalousie. Quinn est sauvée par Ivy et Selina, et on apprend plus tard que son agresseur n'était pas le vrai Joker, mais l'un de ses anciens hommes de main qui se faisait passer pour lui.
Lors de son séjour dans une prison ultra secrète et protégée par le gouvernement américain, elle rencontre Deadshot, un tueur à gage plutôt futé. Lors d'une mission (voir Suicide Squad), ces deux méchants se rapprochent et le Joker prend ombrage de leur relation...

## Description

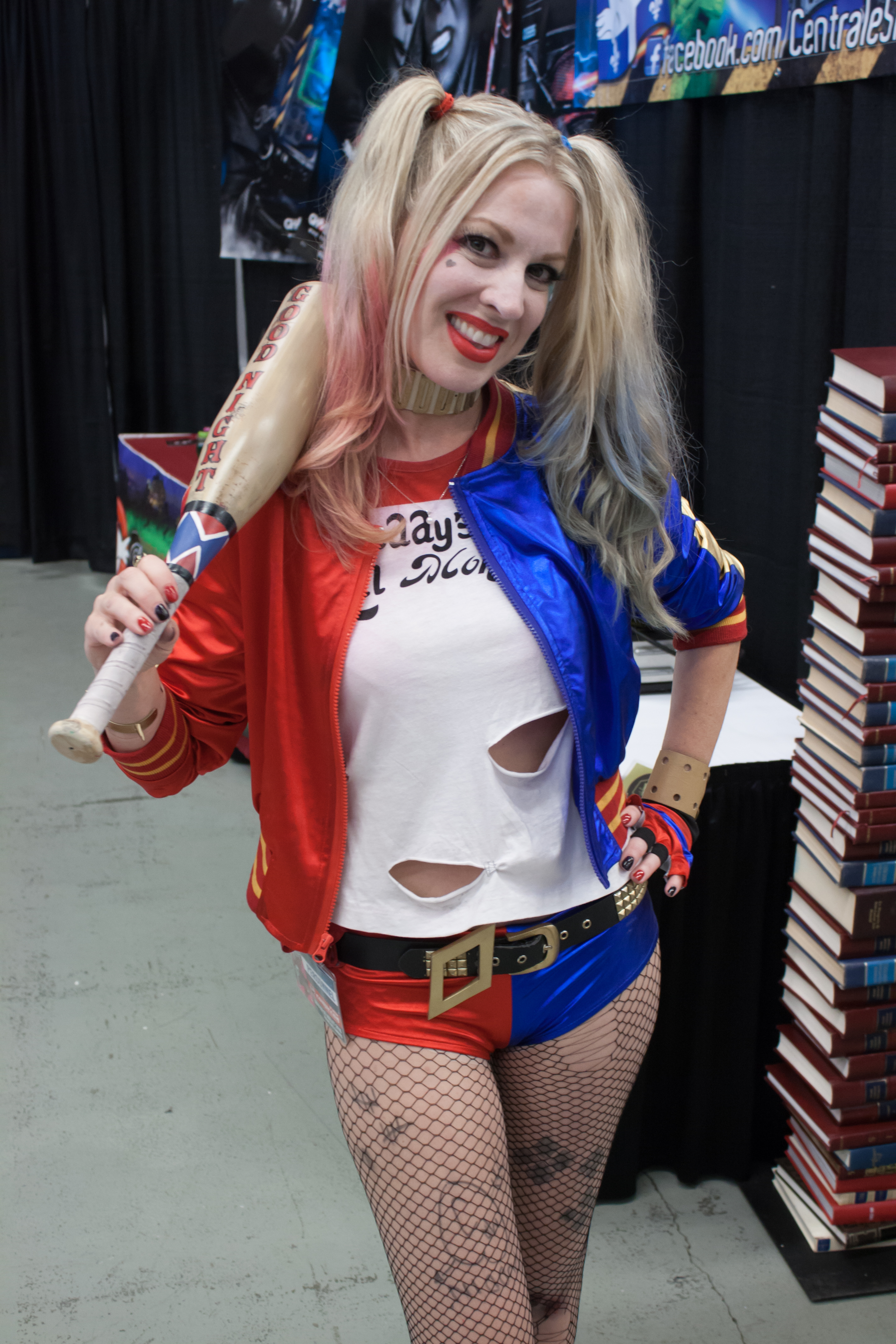
Cosplay d'Harley Quinn avec son costume du film Suicide Squad. Par la suite, son apparence dans les comics s'est inspirée de cette version.

### Apparence et capacités
C'est une jeune femme blonde aux yeux bleus, elle a un beau visage, maquillé de blanc, coiffé d'une cagoule à grelots. Elle porte un costume d'Arlequin (référence à son surnom), il est rouge et noir. Elle s'inspire d'un jeu de cartes, elle, c'est la dame de carreau, on retrouve ces carreaux sur ses combinaisons.
C'est une excellente gymnaste. Après avoir été sauvagement maltraitée par le Joker, elle est aidée par Poison Ivy (l'Empoisonneuse), grâce à laquelle ses capacités physiques sont augmentées : elle devient plus forte, plus agile ainsi qu'immunisée contre le poison et les maladies. Elle est généralement armée d'un énorme maillet, d'une batte de baseball, et de nombreux explosifs.

### Personnalité et vie affective
Elle est énergique et enjouée, elle est portée sur le comique de situation. Elle est aussi impulsive et imprudente. Elle ne déteste pas vraiment Batman, elle ne fait pas le mal pour le plaisir mais seulement pour plaire au Joker. Son animal préféré est la hyène, carnivore charognard qui se signale par ses ricanements. Elle en possède deux, Bud et Lou. Elle n'en a qu'une, prénommée Bruce, dans le film Birds of Prey.
Sa relation avec le Joker est compliquée, ils se querellent souvent mais elle finit toujours par lui pardonner et revenir à ses côtés. Elle est follement amoureuse de lui. Dans Batman: Arkham City, à côté d'un des costumes de Harley, se trouve un test de grossesse positif. Mais, dans le contenu supplémentaire du jeu, on découvre que l'appareil avait fait un faux test positif, car de nombreux autres tests se trouvant à terre démontrent qu'Harley n'est pas enceinte.
Dans les comics, notamment dans The Last Laugh, on apprend que, tant qu'elle n'est pas mariée avec le Joker, elle ne veut pas avoir d'enfants avec lui.
Elle en a cependant, dans certains univers alternatifs. Dans le jeu Injustice : Les dieux sont parmi nous, elle a eu une petite fille, Lucy, qu'elle cache au Joker, elle dit à celle-ci qu'elle est sa « cinglée de tatie Harleen ».
Harley a eu une relation avec Deadshot, son coéquipier du Suicide Squad, ce qui a fortement déplu au Joker. Elle a aussi eu une relation avec Nightwing dans le film Batman et Harley Quinn.
Elle a également entretenu une relation amoureuse avec Poison Ivy après sa séparation avec le Joker, lorsqu'elles forment l'alliance des Gotham City Sirens avec Catwoman.
Concernant sa santé mentale, une psychologue du magazine Psychology Today declare qu'Harley Quinn souffre de trouble de la personnalité histrionique. En effet, elle est très dramatique, excessivement émotionnelle, crédule mais aussi très superficielle.

## Création du personnage
| |  |  |
| C'est en voyant son amie Arleen Sorkin jouer en costume d'arlequin dans un épisode de Des Jours et des vies que Paul Dini a eu l'idée de lui écrire le personnage d'Harley Quinn. |  |  |

Parmi les super-vilaines opposées à Batman, Harley Quinn est l'une des plus récemment créées. Elle est apparue pour la première fois en 1992 dans l'épisode 22 (en) de la série télévisée Batman, la série animée scénarisé de Paul Dini. Souvent associé aux péripéties du Joker, le personnage a été approfondi par DC Comics qui l'a intégré dans le « panthéon » en constante expansion des ennemis de Batman dans sa version comics. Il est possible qu'elle fasse sa première apparition non officielle dans la série des années 1960. En effet, dans la saison 1 épisode 5, Poker pour un Joker, le Joker surnomme sa collaboratrice Quinny (personnage récurrent par la suite).

### Genèse du personnage
C'est l'auteur Paul Dini qui a eu l'idée du personnage tandis que Bruce Timm est également crédité comme co-créateur du personnage,. Paul Dini s'inspira notamment d'un épisode des Jours et des vies, où l'un des personnages interprété par son amie Arleen Sorkin est déguisé en costume d'arlequin. Dini voulait mettre une femme de main avec le Joker comme on peut en voir dans la série Batman de 1966. Pour ses couleurs noir et rouge, Timm explique s'être fortement inspiré du personnage Daredevil (en) des années 1940.

### Origine du nom Harley Quinn
Le surnom Harley Quinn est un jeu de mots avec Arlequin et son véritable nom ainsi qu'avec le mot anglais queen, la reine, en référence à la dame de carreau d'un jeu de carte dont elle reprend la forme et la couleur dans sa tenue[réf. nécessaire]. On remarque la reine de carreau et la reine de trèfle sur son bras droit dans le film Suicide Squad[réf. nécessaire].
Ce nom était déjà porté par un personnage d'Agatha Christie : Harley Quinn (Agatha Christie). Mais il s'agit là d'un homme.
Le prénom Harleen pourrait être une référence au prénom d'Arleen Sorkin.

### Dans les comics et évolution du personnage
Le personnage était supposé apparaitre dans un seul épisode.
La version comics de Harley Quinn est résolument plus sombre et violente que celle de la série animée d'origine. DC Comics l'accueille dans son panthéon sous l'acclamation générale. Elle devient le personnage principal d'une série éponyme pendant une courte durée, 38 parutions, mais Harley Quinn est encore présente dans le Batverse. En 2019, Stjepan Šejić revisite les origines d'Harley, dans une minisérie intitulée Harleen, résolument plus sombre que sa version originale, « virée sombre et désespérée dans les méandres de l'âme humaine ».
Harley Quinn a fait son apparition dans la saison 2 de The Batman, dans un épisode écrit et réalisé par son créateur, Paul Dini. Dans cette nouvelle version, Harleen Quinzel est une psychologue qui présente un talk-show dont le Joker est un fervent admirateur. À la suite du renvoi d'Harley, le Joker va à sa rencontre, il la pervertit et en fait son âme damnée. On la revoit dans un autre épisode, CyberJoker.
Dans Batman, la relève : Le Retour du Joker, long-métrage d'animation inséré dans la mythologie de la série animée Batman, la relève en l'an 2000, on découvre le destin d'Harley au fil de la série. On notera cependant que la grand-mère qui fait libérer les deux jumelles du gang du Joker à la fin de Batman, la relève : Le Retour du Joker se fait appeler Harley par ses petites filles quand celle-ci les réprimande et les frappe.
Paul Dini étant à l'origine du personnage et ayant écrit les scripts des deux jeux vidéo, Batman: Arkham Asylum et Arkham City, Harley y prend une grande place. Elle est mise en avant, son histoire et sa relation avec le Joker sont approfondies. Elle y a deux nouvelles tenues, très différents de celle d'arlequin dont elle ne garde que le maquillage et les couleurs rouge et noir. Elle les trouve "très magnifiques".

## Renaissance DC
Contrairement à la version précédente, Harleen conserve d'abord une relation médecin-patient avec le Joker et n'est pas sensible à ses charmes. Pourtant, celui-ci lui révèle plusieurs choses, comme la véritable intention de sa chef de service qui utilise ses notes à des fins personnelles. Dans Suicide Squad #06, il lui parle même de l'accident de son père percuté par un chauffard ivre, et lui donne un de ses doigts (il dira dans le comics qu'il ne pouvait faire entrer le cadavre entier et lui donnera le doigt avec la bague du chauffard) . Elle tombe finalement sous le charme du Joker et l'aide à s'évader. Il l’amène là où il est tombé dans une cuve d'acide pour ensuite la pousser à son tour dans la cuve. Elle devient aussi folle que lui, Harleen Quinzel devient Harley Quinn.
Lorsque le Joker est déclaré mort, Harley Quinn, qui est désormais complètement indépendante, intègre la Suicide Squad pendant un certain temps. Elle a une liaison brève mais intense avec Deadshot. Pourtant la nouvelle de cette mort la bouleverse au point qu'elle se convainc que Deadshot est le Joker et qu'elle le retient en otage. Quelques mois plus tard, il s'avère que le Joker est en réalité toujours en vie. Harley, d'abord folle de joie, se rend compte que le Joker est en fait bien plus fou qu'avant, qu'il est devenu un vrai "monstre", mentalement autant que physiquement (« You were a monster! »). Lorsqu'il capture Harley, il n'a d'autre projet que de la tuer. Dans Suicide Squad #14, Waller explique à l'un des membres : « Regarde, j'ai toujours cru qu'Harley ne pourrait vivre sans le Joker, mais la vérité c'est que c'est lui qui ne peut vivre sans elle. À sa façon il aime Harley et veut son approbation ». Après un long combat, le Joker s'assure qu'elle n'appartient qu'à lui, il l'enferme dans une prison remplie de cadavres déguisés en Arlequin. Le Joker lui révèle qu'elle n'est pas la première Harley Quinn. Elle arrive finalement à s'échapper tandis que le Joker lui garantit que ce n'est que partie remise. Il prononça ces mots : « Bien joué ma chère. Tu pourrais devenir Ma Harley. » À sa façon, il lui promet de la récupérer quoi qu'il en soit. Ce couple complètement dément se retrouve dans la folie et se supporte l'un l'autre.

### Physique
À l'origine blonde aux yeux bleus, Harley subit plusieurs changements physiques, provoqués par l'acide contenu dans la cuve dans laquelle elle est précipitée par le Joker. Elle a désormais la peau blanche, tandis que ses cheveux sont rouge et noir (ou bleu selon les versions). Elle porte un corset bleu et rouge avec un short (parfois un pantalon) des mêmes couleurs ainsi que des bas assortis. Souple et acrobatique, elle se révèle plus forte que dans les versions précédentes.
Dans le film Suicide Squad, Harley a les cheveux blonds avec les pointes colorées en bleu et rose, elle porte aussi un chandail blanc et rouge troué avec marqué dessus « Daddy's lil Monster » (« le petit monstre à son papa »). Elle porte une sorte de culotte bleu et rouge à paillettes, des chaussures à talons avec des lacets, des collants résille, une veste rouge et bleu avec inscrit dessus « Property of Joker » (« propriété du Joker »). Cependant, l'actrice déclare qu'elle n'a pas aimé  porter cette tenue.

### Vie affective
Dans le nouvel univers DC, le Joker étant le "créateur" d'Harley Quinn, celle-ci lui voue toujours de l'amour. Pourtant, leur relation n'a jamais été aussi violente, étrange et plus déjantée que jamais. Elle aura notamment une brève relation avec Deadshot. Elle a également une relation libre/polyamoureuse avec Poison Ivy.

### Personnalité
On développe, depuis la recréation de l'univers DC, un côté extrêmement sombre et meurtrier chez Harley, elle est parfois prête à trahir ses coéquipiers (Suicide Squad #7). Dans Suicide Squad, son personnage est représenté comme ultra sexuel, ce qui a été souvent montré dans les Comics et les animés. Sa relation avec le Joker n'a jamais été aussi violente et étrange, ils deviennent presque ennemis, se retrouvent dans la folie et s'aiment à leur façon. Mais dans Birds of Prey, leur relation va changer, et elle va essayer de prouver qu'elle peut être plus que "la petite amie du Joker".

### Accueil controversé
Lors de cette recréation, beaucoup de fans sont déçus par la nouvelle Harley, ils la détestent ou la renient. Certains sites la considèrent comme la principale victime d'un reboot. Par ailleurs, deux versions de la nouvelle Harley coexistent : une au sein des Suicide Squad (cheveux bleus et roses) et l'autre dans la nouvelle série qui lui est consacrée. Dans cette dernière, elle a des cheveux noirs et rouges, semble moins inquiète de ses actions répréhensibles et met même une prime sur sa propre tête afin de se débarrasser des chasseurs de primes à sa recherche.

## Infinite Frontier
Pour la relance d'Infinite Frontier en 2021, Harley Quinn est ramenée à Gotham City, où elle interagit et aide fréquemment la Batman Family, et elle reçoit un nouveau design de Riley Rossmo. La quatrième série en cours de Harley Quinn, écrite par Stephanie Phillips et illustrée par Rossmo, la dépeint comme « cherchant activement à réparer ses péchés passés », aux côtés d'un ancien homme de main du Joker nommé Kevin. Harley Quinn a également un rôle de premier plan dans l'événement crossover Fear State.

## Apparitions dans d'autres médias

### Cinéma

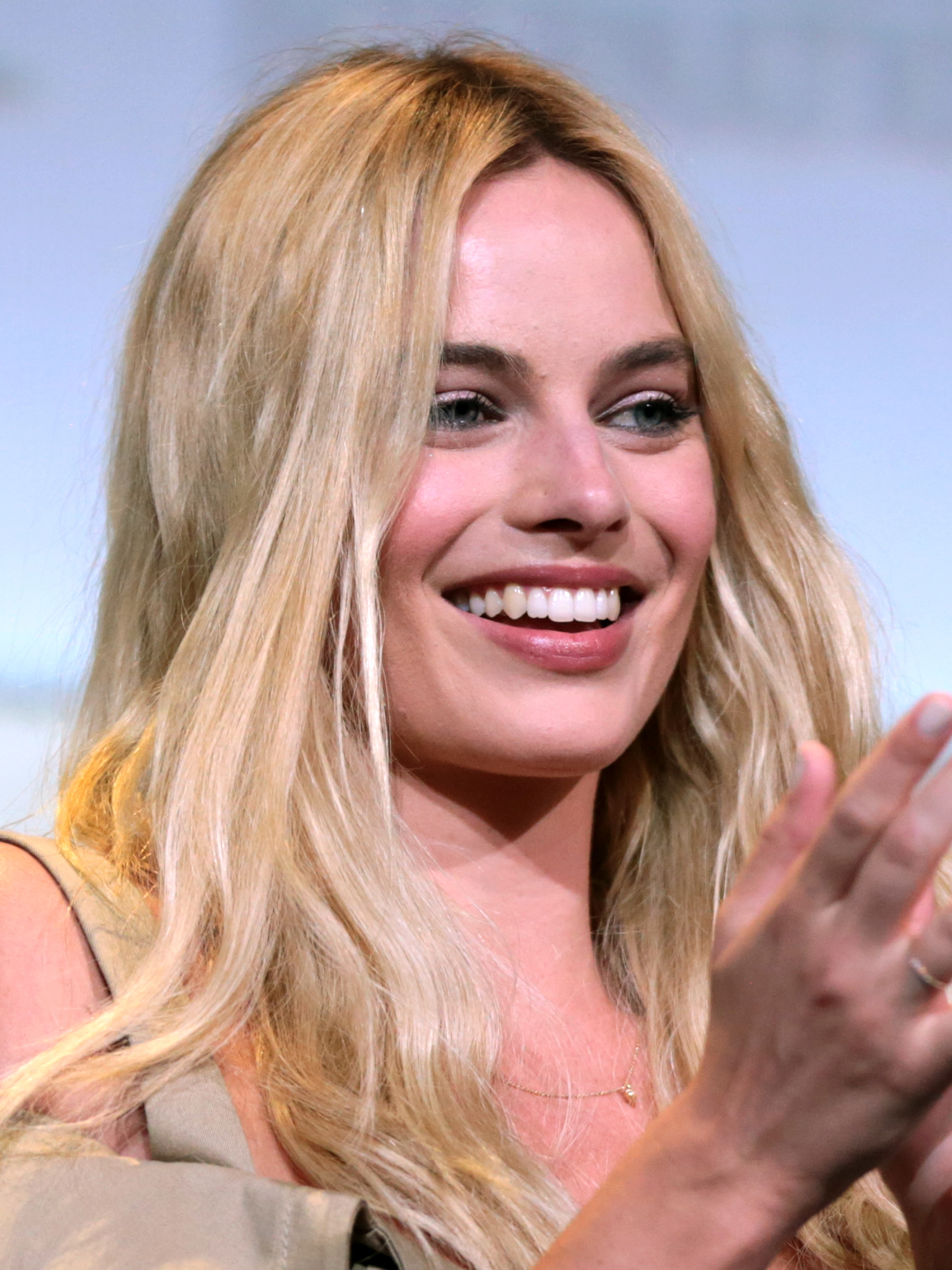
L'actrice Margot Robbie interprète le personnage dans l'univers cinématographique DC.

#### Univers cinématographiqueDC
En décembre 2014, Margot Robbie est confirmée pour jouer le rôle dans le film Suicide Squad de David Ayer, troisième film de l'univers cinématographique DC. Le film se fait torpiller par la critique qui souligne son côté vulgaire, dont notamment l'objectification outrancière du personnage d'Harley Quinn,,. Malgré tout, les critiques s'accordent pour dire que Margot Robbie est excellente dans le rôle,,.
Par la suite, un projet mettant en scène les Birds of Prey avec le retour de David Ayer derrière la caméra est annoncé. En avril 2018, Cathy Yan est annoncée à la réalisation du film Birds of Prey (et la fantabuleuse histoire de Harley Quinn) (Birds of Prey (and the Fantabulous Emancipation of One Harley Quinn)), laissant en suspens le projet de Ayer. Le film sort en février 2020 et met en scène le personnage d'Harley qui côtoie Helena Bertinelli / Huntress, Dinah Lance / Black Canary, Renee Montoya et Cassandra Cain .
En août 2021, sort la suite The Suicide Squad, réalisée cette fois-ci par James Gunn. Harley Quinn est un des rares personnage du premier volet à revenir.
Dans la version director's cut de Justice League de Zack Snyder sortie en 2021, le personnage d'Harley Quinn est mentionné dans une conversation entre Batman et le Joker lors d'une vision cauchemardesque de Bruce Wayne.

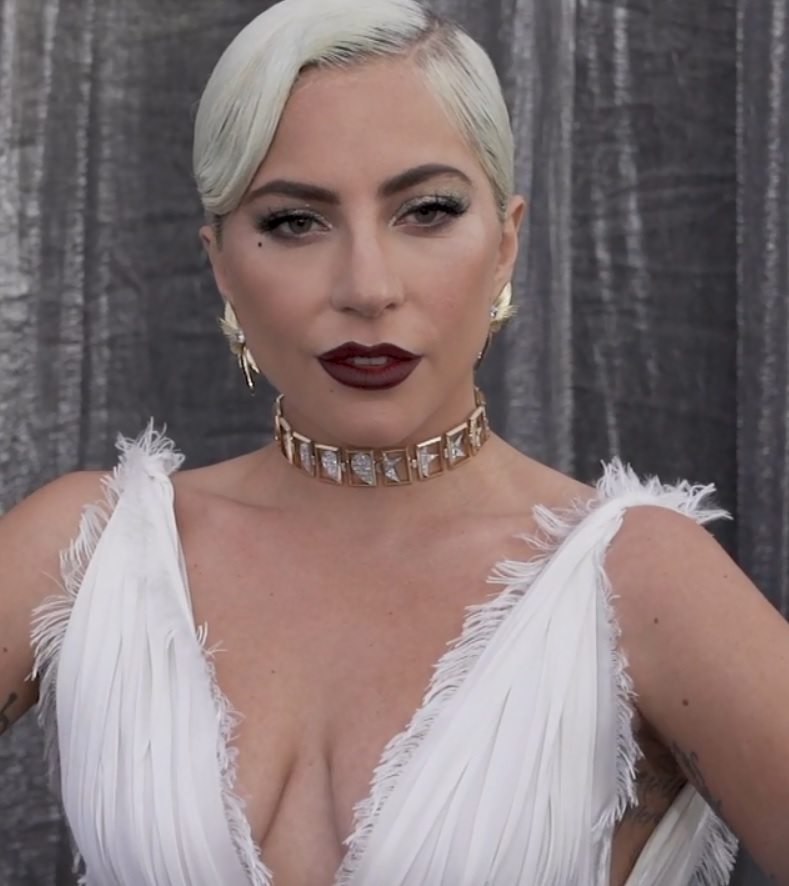
Lady Gaga devient la seconde interprète du rôle à l'occasion du film Joker : Folie à deux sorti en 2024.

#### Joker: Folie à deux
Seconde interprète au cinéma du rôle : l'actrice et chanteuse Lady Gaga succède à l'actrice australienne à l'occasion du thriller musical : Joker : Folie à deux de Todd Phillips qui revient sur les prémices de la relation du personnage avec celui du Joker alors interprété par Joaquin Phoenix.
Dans cette version, le personnage n'est pas encore connu sous le nom d'Harley Quinn mais est appelée Lee Quinzel. Elle n'est plus la médecin chargée des consultations d'Arthur Fleck/Joker, mais une jeune femme diplômée en psychiatrie qui se fait passer pour une patiente internée à l'hôpital d'Arkham. Au cours du film, elle se révèle être une escroqueuse manipulatrice et militante politique qui souhaite seulement utiliser le personnage d'Arthur Fleck/Joker pour en faire un symbole de la lutte ouvrière qui subsiste alors dans la ville de Gotham City. Quand elle s'aperçoit qu'Arthur Fleck ne souhaite plus utiliser son image de Joker et reconnaît les crimes qu'il a commis dans le premier volet, Lee le laisse tomber. Todd Philipps, le réalisateur du film confie avoir voulu faire une version d'Harley Quinn qui se rapprocherait d'une forme de réalité contemporaine et par conséquent plus proche d'un certain naturalisme.

#### Films d'animation
En 2017, elle est interprétée par Jenny Slate dans le film Lego Batman, le film (The Lego Batman Movie) de Chris McKay, dérivé du film La Grande Aventure Lego (The Lego Movie) sorti en 2014. En 2019, dans la suite de ce dernier qui est réalisée par Mike Mitchell et Trisha Gum, Slate est remplacée par Margot Rubin.

#### Caméo uniquement
- 2018 : La version du personnage du jeu vidéo Batman: Arkham City fait un caméo dans le film Ready Player One de Steven Spielberg.
- 2018 : Le personnage fait un caméo dans le film Teen Titans Go! Le film (Teen Titans Go! To the Movies) d'Aaron Horvath et Peter Rida Michail.

### Films vidéos
- 2000 : Batman, la relève : Le Retour du Joker (Batman Beyond : Return of the Joker) de Curt Geda, avec la voix de Arleen Sorkin
- 2013 : Lego Batman, le film : Unité des super héros (Lego Batman: The Movie - DC Super Heroes Unite) de Jon Burton, avec la voix de Laura Bailey[27]
- 2013 : La Ligue des justiciers : Le Paradoxe Flashpoint (Justice League: The Flashpoint Paradox) de Jay Oliva, avec la voix de Hynden Walch
- 2014 : Batman : Assaut sur Arkham (Batman: Assault on Arkham) de Jay Oliva et Ethan Spaulding, avec la voix de Hynden Walch[27]
- 2016 : Lego DC Comics Super Heroes - La Ligue des justiciers : S'évader de Gotham City (Lego DC Comics Super Heroes - Justice League: Gotham City Breakout) de Matt Peters et Melchior Zwyer, avec la voix de Tara Strong
- 2016 : DC Super Hero Girls : Héroïne de l'année (DC Super Hero Girls: Hero of the Year) de Cecilia Aranovich, avec la voix de Tara Strong
- 2017 : Batman et Harley Quinn (Batman and Harley Quinn) de Sam Liu, avec la voix de Melissa Rauch
- 2017 : Batman vs. Double-Face (Batman vs. Two-Face) de Rick Morales, avec la voix de Sirena Irwin
- 2017 : DC Super Hero Girls : Jeux intergalactiques (DC Super Hero Girls: Intergalactic Games) de Cecilia Aranovich, avec la voix de Tara Strong
- 2017 : Lego DC Super Hero Girls : Rêve ou Réalité (Lego DC Super Hero Girls: Brain Drain) de Todd Grim, avec la voix de Tara Strong
- 2017 : DC Super Heroes vs. Eagle Talon de Frogman, avec la voix de Kang Ji-young
- 2018 : Scooby-Doo et Batman : L'Alliance des héros (Scooby-Doo! & Batman: The Brave and the Bold) de Jake Castorena, avec la voix de Tara Strong
- 2018 : Suicide Squad : Le Prix de l'enfer (Suicide Squad: Hell To Pay) de Sam Liu, avec la voix de Tara Strong
- 2018 : Lego DC Super Hero Girls : Le Collège des super-méchants (Lego DC Super Hero Girls : Super Villain High) d'Elsa Garagarza, avec la voix de Tara Strong
- 2018 : Batman Ninja de Junpei Mizusaki, avec les voix de Rie Kugimiya et Tara Strong
- 2018 : DC Super Hero Girls : Les Légendes de l'Atlantide (DC Super Hero Girls: Legends of Atlantis) de Cecilia Aranovich et Ian Hamilton, avec la voix de Tara Strong
- 2019 : Justice League vs. the Fatal Five de Sam Liu, avec la voix de Tara Strong
- 2019 : Batman et les Tortues Ninja (Batman vs. Teenage Mutant Ninja Turtles) de Jake Castorena, avec la voix de Tara Strong
- 2019 : Batman : Silence (Batman: Hush) de Justin Copeland, avec la voix de Hynden Walch
- 2020 : Justice League Dark: Apokolips War de Matt Peters et Christina Sotta, avec la voix de Hynden Walch
- 2021 : Injustice de Matt Peters, avec la voix de Gillian Jacobs[28]
- 2023 : Scooby-Doo et Krypto de Cecilia Aranovich Hamilton

#### Caméo uniquement
- 2008 : Le personnage fait un caméo dans La Ligue des justiciers : Nouvelle Frontière (Justice League: The New Frontier) de Dave Bullock.
- 2010 : Une version alternative du personnage apparaît sous forme de singe dans La Ligue des justiciers : Conflit sur les deux Terres (Justice League: Crisis on Two Earths) de Lauren Montgomery et Sam Liu.
- 2016 : Le personnage fait un caméo dans Batman: The Killing Joke de Sam Liu.

### Séries télévisées
Le personnage fait sa première apparition dans une œuvre en prise de vues réelles dans la série  Les Anges de la nuit (Birds of Prey). Interprétée par Mia Sara entre 2002 et 2003, le personnage était interprété par Sherilyn Fenn dans la première version de l'épisode pilote[réf. nécessaire].
En 2014, le personnage fait une apparition caméo dans l'épisode 16 de la deuxième saison de la série Arrow, titré L'Escadron Suicide. Elle est interprétée de dos par Cassidy Alexa, mais sa voix est celle de la comédienne Tara Strong.
Interprétée par Francesca Root-Dodson (en), une version alternative du personnage nommée Ecco, apparaît en 2018 et 2019 dans les deux dernières saisons de la série Gotham.

### Séries d'animation

#### DC Animated Universe

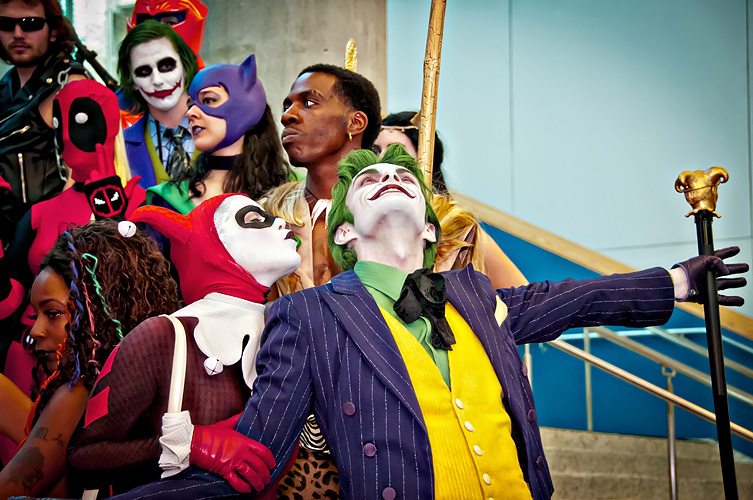
Dans ses apparitions dans le DC Animated Universe, Harley Quinn est simplement présentée comme étant une acolyte et une amoureuse du Joker.

De 1992 à 2003, Harley Quinn apparait dans différentes séries du DC Animated Universe dans lesquelles elle est interprétée par Arleen Sorkin,. Harley Quinn fait sa toute première apparition en 1992 dans l'épisode Joker's Favor (en) de la série Batman de Paul Dini, Bruce Timm et Eric Radomski. Censée n'apparaitre que dans un épisode, elle réapparait dans plusieurs épisodes jusqu'en 1994, puis entre 1997 et 1999 dans la série Batman de 1997,.
En 1997, elle apparait dans l'épisode World's Finest de la série Superman de 1996 qui est un crossover avec la série Batman de 1997.
De 2000 à 2002, elle tient un rôle prépondérant dans la série Gotham Girls de Noodle Soup Productions. Cette Web-série met en scène plusieurs personnages féminins de Gotham City, allant de Poison Ivy à Renee Montoya, ou encore Batgirl.
En 2003, elle apparait dans le premier épisode de la troisième saison de Static Choc (Static Shock) de Dwayne McDuffie. L'épisode est exceptionnellement écrit par Paul Dini et Harley Quinn y apparait aux côtés de Poison Ivy. La même année, elle fait sa dernière apparition dans le DCAU, en apparaissant dans le vingt-et-unième épisode de la série La Ligue des justiciers (Justice League).

#### DC Super Hero Girls et brèves apparitions
En 2007, elle fait deux apparitions dans la série Batman (The Batman) de Duane Capizzi et Michael Goguen. Jouée par Hynden Walch, Harleen Quinzel n'est pas une psychologue d'Arkham, mais la présentatrice déchue d'une émission télévisée spécialisée dans les potins, avec un diplôme en psychologie obtenue par correspondance[réf. nécessaire]. Elle tente d'écrire un livre sur le Joker pour être réengagée, mais finit par tomber sous son charme et rejoint son gang dans la saison 4. Elle ne fait que peu d'apparitions parlantes ensuite et n'a aucune relation amicale montrée avec Poison Ivy.
Interprétée par Meghan Strange (en) et présentée comme une garçonne en noir et blanc, elle fait une apparition en 2010 dans un épisode de la série Batman : L'Alliance des héros (Batman: The Brave and the Bold) de James Tucker.
Tara Strong lui prête sa voix entre 2015 et 2018 dans la série DC Super Hero Girls de Diane Nelson, Shea Fontana, Lisa Yee et Aria Moffly ainsi que dans la série La Ligue des justiciers : Action de Gardner Fox et Mike Sekowsky entre 2016 et 2017. Depuis 2019, elle lui prête également sa voix dans la nouvelle série DC Super Hero Girls de Lauren Faust[réf. nécessaire].

#### SérieHarley Quinn
En novembre 2017, DC Entertainment annonce la commande de 26 épisodes pour une série d'animation centrée sur le personnage à destination de son futur service de streaming, DC Universe. Le projet est développé et écrit par Justin Halpern, Patrick Schumacker et Dean Lorey qui le produiront également. En novembre 2018, Kaley Cuoco est annoncée dans le rôle.
En septembre 2020, le service HBO Max annonce qu'il récupère la série et commande une troisième saison, le service DC Universe ayant décidé d'abandonner la diffusion de séries originales pour se concentrer sur la publication de comics au format numérique.

#### Suicide Squad Isekai
Harley Quinn y est interprétée par Anna Nagase.

### Jeux vidéo
| |  |  |
| Cosplays du personnage pour ses apparitions dans Batman: Arkham City (2011) et Injustice 2 (2017). |  |  |

Harley Quinn apparait dans les jeux du DC Animated Universe suivants : The Adventures of Batman and Robin (1994), Batman : Vengeance (1995) et Batman: Chaos in Gotham (2001).
Harley Quinn apparait dans tous les volets de la franchise Batman: Arkham. Introduite dans Batman: Arkham Asylum (2009) qui la montre aider le Joker à prendre le contrôle de l'asile d'Arkham, le personnage réapparait dans les deux suites, Batman: Arkham City (2011) et Batman: Arkham Knight (2015),. Dans ces deux derniers, elle apparait également dans deux contenus téléchargeables qui lui sont dédiés,. Dans le préquel Batman: Arkham Origins (2013), elle apparait en tant que Dr Harleen Quinzel et n'a pas encore rejoint le Joker. Elle est annoncée dans le dérivée Suicide Squad: Kill the Justice League prévu pour 2023. Originellement jouée par Arleen Sorkin dans le premier volet, le personnage est repris dans le reste de la franchise par Tara Strong.
Elle apparait dans le MMO DC Universe Online (2011).
Dans la gamme de jeux Lego, elle apparait dans les jeux Lego Batman, le jeu vidéo (2008) Lego Batman 2: DC Super Heroes (2012), Lego Dimensions (2015) et Lego DC Super-Vilains (2018). Elle apparait également dans LittleBigPlanet 2 (2011) et  LittleBigPlanet Karting (2012).
Le personnage est jouable dans le jeu de combat Injustice : Les dieux sont parmi nous (2013) et sa suite (2017),.
Le personnage apparait dans le jeu d'aventure épisodique développé et édité par Telltale Games, Batman: The Enemy Within, suite du jeu Batman: The Telltale Series (2016).
Une fois de plus jouée par Tara Strong, le personnage est annoncé courant 2022 dans le jeu de combat MultiVersus qui mélange plusieurs personnages des licences Warner Bros..
Harley Quinn apparait aussi dans le jeu Gotham Knights, interprétée par Kari Wahlgren (VF : Marie Bouvet).

### Podcast
Le 31 janvier 2023, une série audio intitulée Harley Quinn and The Joker: Sound Mind est disponible sur Spotify, avec Christina Ricci dans le rôle principal et Billy Magnussen dans celui du Joker. Le reste de la distribution comprend Amy Sedaris (tante Rose), Andre Royo (Arnold Wesker / le Ventriloque), Stephen Root (Grunfeld), Fred Melamed (Bob), Mary Holland (Margaret Pye / Magpie (en)) et Elias Koteas (Nicky Quinzel).